# Oršoja Vajda
Oršoja Vajda (magyarul: Vajda Orsolya, szerbül: Оршоја Вајда; 1997. február 4. –) szerb női válogatott labdarúgó. Az MTK Hungária védője.

## Pályafutása

### Klubcsapatokban
Magyarkanizsán született és a helyi focicsapatokban érvényesítette képességeit. 2013-ban a Spartak Subotica gárdájához szerződött, ahol nyolc szezonon keresztül erősítette a kék-fehér alakulatot. A többszörös szerb bajnok és kupagyőztes játékos 2021 júliusában hagyta el Szabadkát és az MTK-hoz igazolt. Megbízható játékával nem csak a klub egyik alapembere lett, de a csapatkapitányi karszalagot is kiérdemelte.
2023. március 21-én a nyáron lejáró szerződését újabb három évvel hosszabbította meg.

### A válogatottban
Az ópazovai Sportközpontban lépett első alkalommal pályára 2016. június 7-én a szerb nemzeti csapatban, egy Anglia elleni Európa-bajnoki selejtező mérkőzésen.
2023. február 21-én a Szlovákia elleni 0–0-s döntetlen alkalmával lépett legutóbb pályára címeres mezben Antalyában.

## Sikerei

### Klubcsapatokban
Szerb bajnok (8):
- Spartak Subotica (8): 2014, 2015, 2016, 2017, 2018, 2019, 2020, 2021

 Szerb kupagyőztes (5):
- Spartak Subotica (5): 2014, 2015, 2016, 2017, 2019

## Statisztikái

### A válogatottban
2023. február 21-ével bezárólag
| Válogatott | Szezon   | Mérk. | Gól |
| ---------- | -------- | ----- | --- |
| Szerbia    |          |       |     |
| 2016       | 3        | 0     |     |
| 2017       | 4        | 0     |     |
| 2020       | 3        | 0     |     |
| 2021       | 5        | 0     |     |
| 2022       | 1        | 0     |     |
| 2023       | 1        | 0     |     |
| Összesen   | Összesen | 17    | 0   |